# Microregiunea Ajka
Microregiunea Ajka (în maghiară Ajkai kistérség) a fost o microregiune statistică (kistérség) din județul Veszprém, Ungaria.
Cu o populație de 40.172 locuitori și o suprafață de 355,76 km2, aceasta a existat până în 2014, când în Ungaria, microregiunile ”kistérségek” au fost înlocuite de districte (járások).